# Teatr Szeremietiewów

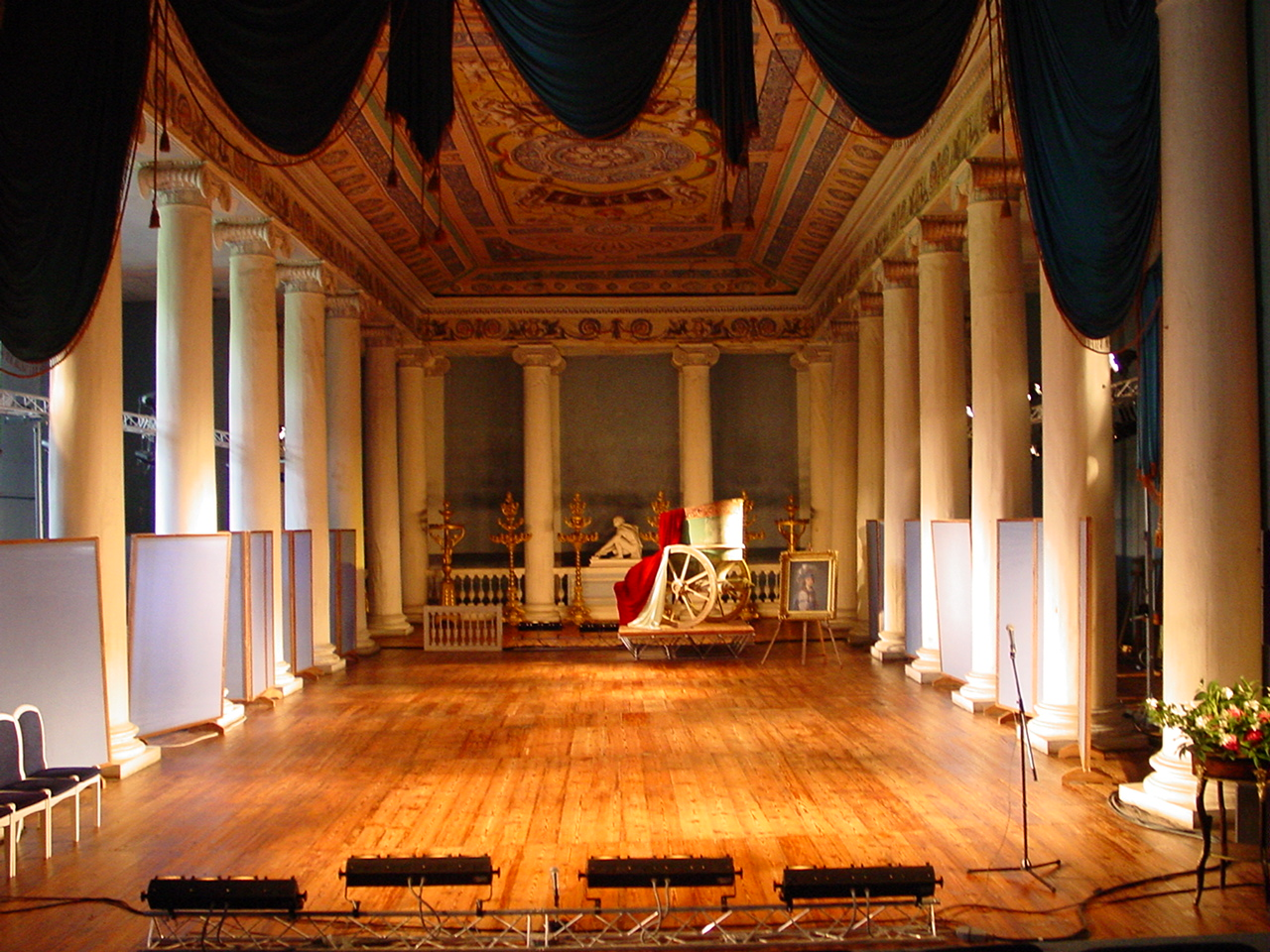
Sala teatru w pałacu Ostankino

Teatr Szeremietiewów (ros. крепостной театр Шереметевых) – rosyjski, prywatny teatr stworzony i finansowany przez wielkiego właściciela ziemskiego Piotra Szeremietiewa, a rozwijany przez jego syna Nikołaja. Istniał od lat 60. XVIII w. do roku 1800, a artystami w nim pracującymi byli chłopi pańszczyźniani należący do Szeremietiewów. Teatr znajdował się początkowo w zespole pałacowym Kuskowo, a w 1797 został przeniesiony do pałacu Ostankino. 
Początek teatru datuje się na 1765 r., a trupa występowała wówczas w ówczesnej stolicy Rosji w Sankt Petersburgu. W latach 60. XVIII w. Piotr Szeremietiew kazał zbudować przy swym pałacu Kuskowo jednocześnie trzy obiekty teatralne dla swojego zespołu. Największy był wzniesiony w klasycystycznym stylu drewniany budynek Teatru Bolszoj, zaprojektowany na 150 widzów i cechujący się najbogatszym i najbardziej ozdobnym wystrojem wnętrz wśród wszystkich teatrów rejonu Moskwy tamtych czasów. Zamontowano w nim maszynerię do wytwarzania efektów specjalnych i umożliwiającą zmiany scenografii w trakcie jednego przedstawienia, co było wówczas nowatorskim rozwiązaniem w skali kraju. Widownia była rozmieszczana w trzech piętrach loż. Obiekt ten nie przetrwał do czasów dzisiejszych. Na potrzeby przedstawień kameralnych zbudowano na terenie pałacowych ogrodów Teatr Małyj w formie naśladującej turecki pawilon, również w ogrodzie powstał teatr zwany Powietrznym, w postaci amfiteatru na świeżym powietrzu. Miał on pojemność 150 widzów i przeznaczony był do grania sztuk jednoaktowych w letnie wieczory. Teatr założył i nadzorował Piotr Szeremietiew, jednak jeszcze za jego życia mocno zaangażował się w kierowanie tą instytucją syn Piotra, Nikołaj. Po śmierci ojca w roku 1788 prowadził teatr samodzielnie i w 1797 r. przeniósł zespół do pałacu w Ostankino, gdzie kazał wybudować dla niego odpowiedni obiekt. Jako jedyny z osiemnastowiecznych teatrów Rosji przetrwał do dziś, łącznie z garderobami artystów i częściowo z maszynownią teatralną. W 1800 r. Nikołaj stracił zainteresowanie prowadzeniem teatru i go rozwiązał. 

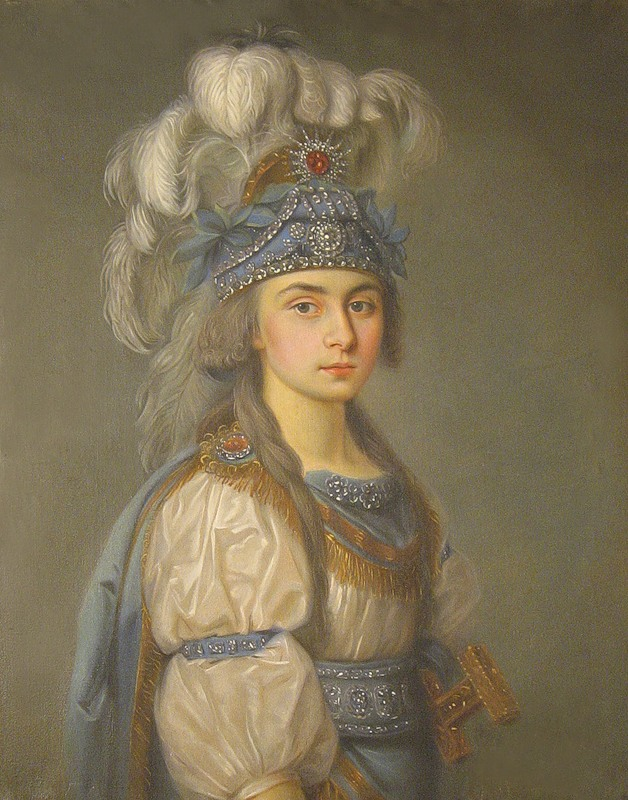
Gwiazda Teatru Szeremietiewów Praskowia Żemczugowa w stroju teatralnym

Repertuar teatru Szeremietiewów był różnorodny, obejmując około 100 przedstawień, przede wszystkim oper komediowych, ale grano też wodewile, komedie, wystawiano sztuki baletowe. Zespół teatralny liczył ponad 200 aktorów, tancerzy, muzyków orkiestry i dekoratorów. Byli to chłopi pańszczyźniani obu płci, wyszukiwani w dobrach Szeremietiewów i szkoleni od dziecka. Wybitnie zdolne dzieci wysyłano na naukę do Petersburga, resztę uczyli na miejscu uznani, profesjonalni aktorzy, muzycy i tancmistrze z zawodowych teatrów. W odróżnieniu od innych teatrów pańszczyźnianych Rosji, artyści teatru Szeremietiewów byli dobrze traktowani przez właścicieli. Zapewniano im dobre wyżywienie i opiekę lekarską, obowiązywało zwracanie się do nich per "Wy", a nie "ty", w dodatku płacono wynagrodzenie (50 rubli zwykłym artystom, gwiazdom 1000 rubli rocznie) a ich rodziny zwalniano z niektórych powinności. Artystkom przy zamążpójściu Szeremietiew czasami wypłacał posag. Na potrzeby przedstawień wykonano wielką, liczącą około 5 tysięcy, kolekcję kostiumów, luźno naśladujących stroje z różnych epok, od antyku, do XVIII w..
Teatr Szeremietiewów uznaje się za reprezentujący najwyższy poziom i najbardziej znany wśród należących do magnatów prywatnych, teatrów Rosji XVIII w. Nie ustępował on także ówczesnym krajowym zawodowym teatrom, w tym carskim. Do gwiazd tego teatru należała śpiewaczka operowa i aktorka Praskowia Żemczugowa oraz tancerka Tatjana Szłykowa‑Granatowa.